# Fritz Buchloh
Fritz Buchloh (Mülheim an der Ruhr, 26 de noviembre de 1909-ibídem, 22 de julio de 1998) fue un jugador y entrenador de fútbol alemán. En su etapa como jugador profesional se desempeñaba como guardameta.
Participó en la fundación de la Bund Deutscher Fußball-Lehrer en 1957 y ejerció como tesorero. Fue nombrado miembro honorario en 1978. También fue nombrado presidente honorario del VfB Speldorf.

## Selección nacional
Fue internacional con la selección alemana en 17 ocasiones. Formó parte de la selección que obtuvo el tercer lugar en la Copa del Mundo de 1934. Fue el último sobreviviente de aquel plantel, aunque no jugó ningún partido durante el torneo.

### Participaciones en Copas del Mundo
| Mundial                        | Sede    | Resultado        | Partidos | Goles |
| ------------------------------ | ------- | ---------------- | -------- | ----- |
| Copa Mundial de Fútbol de 1934 | Italia  | Tercer lugar     | 0        | 0     |
| Copa Mundial de Fútbol de 1938 | Francia | Octavos de final | 0        | 0     |

### Participaciones en Juegos Olímpicos
| Olimpiada                       | Sede          | Resultado        | Partidos | Goles |
| ------------------------------- | ------------- | ---------------- | -------- | ----- |
| Juegos Olímpicos de Berlín 1936 | Alemania nazi | Cuartos de final | 1        | 0     |

## Equipos

### Como jugador
| Equipo             | País          | Año       |
| ------------------ | ------------- | --------- |
| VfB Speldorf       | Alemania nazi | 1933-1938 |
| Hertha BSC         | Alemania nazi | 1938-1939 |
| Schwarz-Weiß Essen | Alemania nazi | 1939-1945 |

### Como entrenador
| Equipo             | País             | Año       |
| ------------------ | ---------------- | --------- |
| Víkingur Reykjavík | Islandia         | 1938-1940 |
| Selección nacional | Islandia         | 1949      |
| Schwarz-Weiß Essen | Alemania Federal | 1952-1954 |

## Palmarés

### Campeonatos regionales
| Título                    | Equipo       | País          | Año  |
| ------------------------- | ------------ | ------------- | ---- |
| Bezirksklasse Niederrhein | VfB Speldorf | Alemania nazi | 1934 |
| Bezirksklasse Niederrhein | VfB Speldorf | Alemania nazi | 1935 |